# Epifanovita
L'epifanovita és un mineral de la classe dels fosfats. Rep el nom de P. P. Epifanov, geòleg rus i descobridor del dipòsit d'estany de Kester.

## Característiques
L'epifanovita és un fosfat de fórmula química NaCaCu₅(PO₄)₄[AsO₂(OH)₂]·7H₂O. Va ser aprovada com a espècie vàlida per l'Associació Mineralògica Internacional l'any 2016, i la primera publicació data del 2017. Cristal·litza en el sistema monoclínic. La seva duresa a l'escala de Mohs és 3.
L'exemplar que va servir per a determinar l'espècie, el que es coneix com a material tipus, es troba conservat a les col·leccions del museu mineralògic de la Universitat Estatal de Sant Petersburg (Rússia), amb el número de catàleg: 19658/1.

## Formació i jaciments
Va ser descoberta al dipòsit de Kester, situat al massís granític d'Arga-Ynnakh-Khaya, dins la regió de Yana-Adycha (Sakhà, Rússia). Es tracta de l'únic indret de tot el planeta on ha estat descrita aquesta espècie mineral. Sol trobar-se associada a altres minerals com: tobermorita, slavkovita, pseudomalaquita, libethenita, fluorapatita, coure i arsenolita.